# Bessie Stringfield
Bessie Stringfield (* 1911 oder 1912; † 16. Februar 1993 in Opa-locka) war eine afroamerikanische Motorradfahrerin, die als erste Frau allein die USA durchquerte und die einzige Frau unter den zivilen Kradmeldern der United States Army im Zweiten Weltkrieg.

## Herkunft
Stringfield wurde als Bessie Beatrice White geboren und wuchs in Edenton, North Carolina auf. Laut eigener Aussage sei Stringfield 1911 in Jamaika geboren, habe ihre Mutter verloren und sei nur mit ihrem Vater in die USA gekommen. Nachdem er sie später in Boston verlassen habe, wurde sie von einer irischen Frau adoptiert. Anhand von Sozialversicherungs- und Zensusdaten und nach Gesprächen mit einer Nichte Stringfields, recherchierte die New York Times, dass sie in North Carolina geboren und von ihren leiblichen Eltern, die sie als Jugendliche verließ, aufgezogen wurde.

## Leben
Mit 16 Jahren brachte sie sich selbst auf ihrem ersten eigenen Motorrad, einer Indian Scout, das Motorradfahren bei. Mit 19 Jahren startete sie eine Rundreise durch die 48 Staaten der Continental United States und verdiente in dieser Zeit ihr Geld als Motorrad-Stuntfahrerin. Aufgrund des vorherrschenden Rassismus wurde ihr auf Reisen teilweise die Unterkunft verweigert. Die Teilnahme an Flattrack-Rennen wurde ihr als Frau erlaubt, sie wurde jedoch von den Preisverleihungen ausgeschlossen, die nur Männern vorbehalten waren. Als Afroamerikanerin durchquerte sie acht Mal die USA. Schwarze waren vor allem in den Südstaaten Diskriminierung und Gewalt ausgesetzt. Reisen war für sie lange riskant, da Schwarze oft beleidigt, bespuckt oder verprügelt wurden. Während des Zweiten Weltkriegs war sie auf ihrer eigenen Harley-Davidson vier Jahre als Kradmelder für die US Army tätig und beförderte Dokumente zwischen Militärbasen. In dieser Zeit durchquerte sie etwa viermal die USA. In den 1950er-Jahren zog Stringfield nach Miami. Die örtliche Polizei verbot ihr anfangs das Motorradfahren, da „Niggerfrauen keine Motorräder fahren dürfen“. Nachdem die Polizei wiederholt versuchte ihr das Motorradfahren zu verbieten, wandte sie sich an den örtlichen Polizeichef, den sie in einem Park von ihren Fahrfähigkeiten überzeugen konnte, so dass sie eine Genehmigung für Motorradfahrten in Miami und einen Führerschein erhielt. Sie begann später eine Ausbildung und arbeitete als Krankenschwester. Stringfield war Gründerin des Iron Horse Motorcycle Club und war anfangs bekannt als „The Negro Motorcycle Queen“, später als „The Motorcycle Queen of Miami“. Sie war 6 Mal verheiratet und behielt den Nachnamen ihres dritten Mannes Arthur Stringfield.

## Würdigungen
Die erste Ausstellung „Heroes of Harley-Davidson“ der American Motorcyclist Association wurde 1990 Stringfield gewidmet. Es wurden unter anderem 27 Harley-Davidson von Bessie Stringfield ausgestellt. Der 2000 erstmals verliehene American Motorcyclist Association Bessie Stringfield Award wurde nach ihr benannt und sie wurde 2002 in die Motorcycle Hall of Fame aufgenommen. 2017 erschien der Film „Meet Bessie Stringfield, the Black Motorcycle Queen“.